# Ciclovia Ven-To
La ciclovia VENTO è un progetto di percorso ciclabile turistico per collegare Torino con Venezia, spezzone italiano dell'EuroVelo 8.
Il progetto, nato da un'idea del dipartimento di architettura e pianificazione del Politecnico di Milano, consiste in un tracciato di circa 680 chilometri lungo il Po. È inoltre prevista una diramazione, facente parte dell'EuroVelo 5, che da Pavia salirà fino a Milano. Il percorso si snoderà in parte sugli argini del fiume, in parte lungo tratti ciclabili già esistenti e in parte su tracciati che necessitano di interventi.
Nel 2016 è stato firmato un protocollo tra il MiBACT, il MIT e le regioni interessate per la progettazione e la realizzazione dell'intera ciclovia. Il motovelodromo Fausto Coppi potrebbe diventare il capolinea torinese dell'infrastruttura.